# Alexander Gnilitskyi
Alexander Gnilitskyi ou Gnylytsky (en ukrainien : Олександр Анатолійович Гнилицький ), né le 17 juillet 1961 à Kharkiv et mort le 1er novembre 2009 à Kiev, est un artiste ukrainien, l'un des pionniers de la « Nouvelle Vague ukrainienne ». En 1994, il devient membre du groupe d'art de Kiev appelé « Paris Commune ». À partir de 1996, il est l'un des fondateurs et le directeur de l'Institut des pensées instables. Il travaille sur les installations artistiques et l'art vidéo. Il représente l'Ukraine à la Biennale de Venise en 2007. Une grande partie de son travail est en concordance avec le mouvement trans-avant-garde italien.

## Biographie
Alexander Gnilitsky naît à Kharkiv le 17 juillet 1961. Il effectue des études artistiques, et obtient en 1980 le diplôme de l'école d'art d'État de Kharkiv, au sein de la faculté de peinture théâtrale et de décoration. De 1981 à 1987, Alexander Gnilitsky étudie à l'Académie nationale d'art ukrainienne de Kiev, au département de peinture monumentale de Chekaniuk. Il étudie aussi à l'atelier de Storozhenko. Dans le même temps, il devient l'un des participants actifs du groupe d'art de Kiev appelé « Paris Commune ». En 1996, avec sa femme et collègue artiste, Lesia Zaiats, ils fondent l'ONG « Institution des pensées instables ». Ensemble, ils ont une fille nommée Ksenia Hnylytska qui devient aussi artiste et membre du groupe R.E.P. À la fin de sa vie, Alexander Gnilitsky réside à Munich, en Allemagne, où il travaille aussi comme concepteur de produits pour la télévision et le cinéma, en tant que concepteur pour l'animation. Il meurt d'un cancer de la peau le 1er novembre 2009 à Kiev.

## Œuvre
Alexander Gnilitsky expose ses œuvres pour la première fois en 1991 à Moscou. Il devient l'un des pionniers du mouvement Southern Wave (Onde du Sud). Southern Wave fait référence à un mouvement artistique du début des années 1990, particulièrement répandu en Ukraine après les bouleversements liés à la perestroïka. Un des fruits de son travail se retrouve dans le vol et le mimétisme constant qu'il peint souvent, et que le spectateur considère parfois comme absurde. En plus de la peinture qui est au centre de sa formation, Alexander Gnilitsky commence à s'orienter également vers une grande variété de modes et techniques d'expression artistiques. Il est l'un des premiers artistes ukrainiens à se tourner vers la technique de l'art vidéo. Au début des années 1990, il  projette son propre poème d'action, Sleeping Beauty in a Glass Coffin, et fonde en 1996 l'« Institution des Pensées instables », avec un collectif d'artistes ukrainiens et en sa basant sur l'ONG qu'il a fondée avec son épouse.
Dans les années 2000, il continue d'expérimenter la peinture et la vidéo, se tournant notamment vers la peinture irrationnelle. Dans ce domaine, il explore et décode les mythes et la sémantique des héros des films d'animation modernes, des contes de fées et des légendes, tout en les transformant en un mythe qu'il s'approprie personnellement et qu'il recrée tout au long de son œuvre. Vers les dernières étapes de sa carrière artistique, il s'éloigne du concept de l'interrelation entre les peintures, les photographies et les objets et s'oriente plutôt vers le photoréalisme, en plus de la conception d'objets utilisés sur les plateaux de télévision et de cinéma.

## Expositions personnelles
Expositions personnelles
- 1991 : Po Planu (selon le plan), avec Sergei Anfryev, Galerie 1.0, Moscou.
- 1994 : Dairy Maid, Galerie Szuper, Munich.
- 1998 : Veshch v Sebe (The thing inside), Galerie du Centre d'art contemporain de NaKUMA, Ukraine
- 1999 : Hnylytskyi, Galerie Karas, Kiev.
- 2003 : Tsennyie Bumagi, Galerie M. Gelman, Kiev.
- 2005 : Dacha, Galerie Tsekh, Kiev.
- 2005 : II Pause, RSVP Kulturverein, Munich.
- 2005 : b-painting, L-Art Gallery, Kiev.
- 2005 : Aleksandr Hnylytskyi: Peintures, Galerie M. Gelman, Moscou.
- 2017 : Oleksandr Hnlytskyi: La réalité de l'illusion, Mystetskyi Arsenal, Kiev.

## Expositions de groupe
Expositions de groupe
- 1994 : Free Zone, Musée des Beaux-Arts, Odessa.
- 1999 : Pinakothèque, Festival international d'art, Kiev.
- 2000 : Intervalles, Musée national d'art, Kiev.
- 2000 : Old Natura, Festival international des arts médiatiques de Kiev, Kiev.
- 2001 : Isskustvo 2000: Nouvel Art de Russie, City Gallery, Rosenheim, Allemagne.
- 2002 : This Killing Beauty, Galerie de l'Union des artistes ukrainiens, Kiev.
- 2003 : Russie numérique, Maison centrale des artistes, Moscou.
- 2003 : En attente de Karmapa, Galerie Bereznitsky, (L-art), Kiev.
- 2003 : Us-Them, MoscowArtFair.
- 2004 : Age of Romantism, Galerie de l'Union des artistes ukrainiens.
- 2006 : Nouveaux formats, Galerie Bereznitsky (L-art), Kiev.
- 2006 : Postorange, Kunsthalle Wien, Autriche.
- 2006 : Nouvel espace, PinchukArtCenter, Kiev.
- 2006 : Allez l'Ukraine, allez!, Galerie Regina, Moscou.
- 2006 : Fineart Fair, Manezh, Moscou.
- 2006 : Art Moscou, Galerie Bereznitsky.
- 2006 : Art-Moskva, Maison centrale des artistes, Moscou.
- 2007 : Biennale de Venise, pavillon ukrainien[5].